# Mesones Hidalgo
Mesones Hidalgo är en kommun i Mexiko.   Den ligger i delstaten Oaxaca, i den sydöstra delen av landet, 300 km söder om huvudstaden Mexico City. Antalet invånare är 3 961. Arean är 353 kvadratkilometer.
Terrängen i Mesones Hidalgo är varierad.
Följande samhällen finns i Mesones Hidalgo:
- Concepción las Mesas
- San José Pueblo Nuevo
- Piedra de Casa
- El Coyul
- El Carmen Tuxtitlán
- Plan de Zaragoza
- Llano la Plaza